# Oswald Turnbull
Oswald Graham Noel Turnbull (* 20. Dezember 1890 in Highgate; † 17. Dezember 1970 in Whitby) war ein britischer Tennisspieler aus England. Bei den Olympischen Spielen 1920 gewann er die Goldmedaille im Herrendoppel.

## Leben
Turnbull wurde als Sohn von Reginald March Turnbull Senior geboren. Sein Bruder Sir Reginald March Kesterton  (1878–1943) spielte ebenfalls Tennis. Seine Familie besaß ein Reederei, für die Oswald Turnbull früh arbeitete, die aber vor allem sein Bruder führte. Die beiden olympischen Hockeyspieler Philip und Bertrand Turnbull waren seine Onkel 2. Grades. Während des Ersten Weltkrieges diente Turnbull zunächst als Fahrer. Dann wurde er dem Royal Army Service Corps zugeteilt. In der Schlacht an der Somme 1916 war er mentioned in dispatches und wurde mit dem Military Cross ausgezeichnet.
Turnbulls Tenniskarriere erstreckte sich von 1910 bis 1932 über 22 Jahre. Er spielte hauptsächlich Turniere in Europa und dort vor allem in seinem Heimatland. Allein an den Wimbledon Championships nahm er von 1913 bis 1931 in allen drei Wertungen insgesamt 15 Mal teil. Im Einzel erreichte er 1921, 1926 und 1929 jeweils die dritte Runde. Im Doppel zog er 1921 mit Manuel Alonso und 1931 mit Brian Gilbert zweimal ins Achtelfinale ein. Das Mixed-Doppel war für ihn am erfolgreichsten: 1924 stand er dort mit Doris Craddock unter den letzten Vier. Zwischen 1926 und 1928 kam er zudem zu Teilnahmen im Einzel der Internationalen französischen Tennismeisterschaften, wo er dreimal in der dritten Runde ausschied.
Turnbulls größter Erfolg gelang ihm bei den Olympischen Spielen 1920 in Antwerpen, wo er in der Doppelkonkurrenz gemeinsam mit Max Woosnam die Goldmedaille gewann. Im Finale des nicht mit vielen Topspielern besetzten Turniers besiegten sie die Japaner Kashio Seiichirō und Kumagai Ichiya in vier Sätzen mit 6:2, 5:7, 7:5 und 7:5. Im Einzel schied Turnbull im Halbfinale gegen Kumagai aus und trat anschließend nicht zum Spiel um Platz drei gegen Charles Winslow an, sodass er kampflos Vierter wurde. Im gemischten Doppel trat er mit Winifred McNair an. Sie verloren ihre Auftaktpartie.
Von 1925 bis 1931 gewann Turnbull sechs kleinere Turniere, sein Talent lag vor allem im Doppel. Von 1921 bis 1925 verlagerte er kurzzeitig seinen Fokus auf Golf, bevor er zum Tennis zurückkehrte.
Zwischen 1919 und 1926 spielte Turnbull sechs Begegnungen für die britische Davis-Cup-Mannschaft. Er gewann drei seiner sieben Einzelpartien während er seine beiden Doppelpartien verlor. In dieser Zeit gewann er mit der Mannschaft 1919 das Finale der Weltgruppe. Gegen Frankreich spielte er im Doppel, das Spiel ging jedoch verloren. Großbritannien gewann die Partie mit 3:2 und stand im Finale um den Davis Cup den US-Amerikanern gegenüber. Das Spiel endete 1:4, Turnbull kam nicht zum Einsatz.

## Erfolge (Auswahl)
| Legende (Anzahl der Siege) |
| Grand Slam                 |
| Olympische Spiele (1)      |
| Sonstige Turniere          |

| Titel nach Belag |
| ---------------- |
| Hartplatz (0)    |
| Sand (0)         |
| Rasen (1)        |

### Doppel

#### Turniersiege
| Nr. | Jahr            | Turnier           | Belag | Partner     | Finalgegner                     | Endergebnis        |
| --- | --------------- | ----------------- | ----- | ----------- | ------------------------------- | ------------------ |
| 1.  | 24. August 1920 | Olympische Spiele | Rasen | Max Woosnam | Kashio Seiichirō Kumagai Ichiya | 6:2, 5:7, 7:5, 7:5 |